# لینکلن سنتر (کانزاس)
لینکلن سنتر (به انگلیسی: Lincoln Center) شهری در ایالت کانزاس کشور ایالات متحده آمریکا است که جمعیت آن در سرشماری سال ۲۰۱۰ میلادی، ۱٬۲۹۷ نفر بوده‌است.